# Showdown in Little Tokyo
Showdown in Little Tokyo es una película estadounidense de 1991, dirigida por Mark L. Lester. Protagonizada por Dolph Lundgren, Brandon Lee, Tia Carrere, Cary-Hiroyuki Tagawa, Toshishiro Obata, Philip Tan y Rodney Kageyama en los papeles principales.  Esta película marcó el debut de la carrera cinematográfica de Brandon Lee en los Estados Unidos.

## Argumento
La Yakuza, una poderosa organización ancestral japonesa, trata de implantarse en Los Ángeles extorsionando a los comerciantes de la pequeña Tokio, así como hacerse con el mercado de la droga americano introduciendo para ello una droga sofisticada envasada en botellas de cerveza. También han cometido asesinatos para ese propósito.  
Dos jóvenes policías, 
Chris Kenner y Johnny Murata, especializados en combatir crímenes cometidos por japoneses, tendrán que desarticular el brazo armado de la Yakuza, la 'Garra de hierro', cuyo jefe, Yoshida,  mató a los padres de uno de ellos

## Reparto
- Dolph Lundgren ... Sgt. Chris Kenner
- Brandon Lee ... Johnny Murata
- Cary-Hiroyuki Tagawa ... Funekei Yoshida
- Tia Carrere ... Minako Okeya
- Toshishiro Obata ... Sato
- Philip Tan ... Tanaka
- Rodney Kageyama ... Eddie
- Ernie Lively ... Detective Nelson
- Renee Griffin ... Angel Mueller
- Reid Asato ... Muto
- Takayo Fischer ... Mama Yamaguchi
- Simon Rhee ... Ito
- Vernee Watson-Johnson	... Nonnie Russell - Coroner
- Lenny Imamura	... Kickboxer #1
- Roger Yuan ... Kickboxer #2

## Comentarios
- Para la escena de sexo y donde sale desnuda Tia Carrere se utilizó una doble.
- Hay una escena donde Dolph Lundgren sale desnudo.
- Buena película, con esencia de las antiguas películas de artes marciales.

## Recepción
La película no tuvo éxito en taquilla. Aun así se ve como una buena película de acción, con esencia de las antiguas películas de artes marciales.